# Guido Scala
Guido Scala (Torino, 14 febbraio 1936 – Chiavari, 6 gennaio 2001) è stato un fumettista italiano.
È ritenuto uno dei principali disegnatori italiani della Disney per la quale ha realizzato oltre quattrocento storie a fumetti

## Biografia e carriera
Nato a Torino, negli anni cinquanta Scala si trasferì in Liguria e iniziò a collaborare con il disegnatore Luciano Bottaro per varie pubblicazioni degli editori Alpe e Bianconi per poi proseguire la serie Pik e Pok quando Bottaro dovette interromperla per il servizio militare. Successivamente interruppè la collaborazione e si trasferì per un paio di anni a Cleveland, in Australia, dove produsse la serie di Sergeant Bottleneck per la Cleveland Publishing Company di Sydney che riscosse un certo apprezzamento.
Ritornò in Italia nel 1959 e insieme a Carlo Chendi e con il contributo di Bottaro, iniziò a produrre una serie di storie di genere western, Piper Maipoi, uno sceriffo molto miope protagonista di avventure dai toni farseschi che però non incontrarono molto successo. Nello stesso periodo riprese i personaggi dell’elefante Nasolungo (detto Oscar) e del topo Gambacorta pubblicati sul tascabile Oscar edito da Fasani (editore), creandone contemporaneamente di nuovi come Petruska, Pipobec e Radussol. Successivamente, staccatosi dal gruppo di Rapallo, inizia una collaborazione con le case editrici Cenisio e Alpe, realizzando storie di Silvestro e Tom & Jerry.
Nel 1962 inizia a collaborare con il settimanale Topolino come inchiostratore di Bottaro per poi disegnare storie in autonomia inizialmente solo con il personaggio di Topolino e dal 1971 anche con Paperino. 
La popolarità arrivò con i primi lavori per la Disney. La prima storia Disney  cui lavorò, come inchiostratore, è Pippo e l'India in agguato di Chendi e Bottaro, pubblicata su Topolino n° 346 del 1962. La prima storia disegnata da lui (insieme con Giuseppe Perego) è Capodanno e la torta papera (scritta da Dalmasso), pubblicata sull'almanacco Topolino n° 73 del 1963. 
Su richiesta di Marco Rota, all'epoca capo servizio disegnatori, all'inizio degli anni ottanta abbandona parzialmente lo stile di Bottaro per seguire lo stile più tradizionale di Al Taliaferro per poi personalizzarlo sempre più raggiungendo un proprio stile che lo rende immediatamente riconoscibile. Crea personaggi propri come il Giocattolaio, fuorilegge costruttore di giocattoli criminali che esordisce sul settimanale Topolino nel 1974, partendo da una idea di Jerry Siegel, mentre interamente suoi sono i personaggi di Acciuga, un gabbiano antropomorfo che si guadagna da vivere costruendo oggetti falsi, che esordisce nel 1981 sull'Almanacco Topolino e aiutante di un altro suo personaggio, Capitan Seagull, abitante dell’isola di Tuba. Alcuni dei suoi lavori sono ritenuti fra i classici del fumetto della Disney italiana come a es.:"I viaggi di Papergulliver" del 1984 e la grande parodia della leggenda di Sigfrido, trasformato nel 1989 nella "Trilogia di Paperin-Sigfrido e l'oro del Reno". Contemporaneamente ai suoi impegni in Italia collabora anche con vari editori esteri: in Francia realizza le serie Pepito, Monty, Tom & Jerry e Titì mentre per la Germania lavora a Fix und Foxi e Primo Comic.
Una specialità di Guido Scala furono le parodie: scrisse e disegnò rivisitazioni delle opere di Verne, Schiller, Goethe, Swift, Dostoevskij, Hemingway. Negli anni ottanta (tra il 1987 e il 1990) disegnò regolarmente per il settimanale Topolino due tavole prima ispirate ai proverbi (Proverbio quiz, 1987), poi che ironizzavano sugli spot televisivi (Lo spot della settimana, dal n. 1675 del 3 gennaio 1988 al n. 1779 del 31 dicembre 1989, per un totale di 104 storie composte da sei vignette) e infine sugli sport (Lo SPOrT della settimana, 1990, fino a giugno). Alcune parodie delle pubblicità televisive furono successivamente riproposte nel volume Il '900 visto da Topolino.
Morì il 6 gennaio 2001 e alcune sue storie furono pubblicate postume come l'ultima Zio Paperone, il grande fiume e la campana d'argento, scritta da Rodolfo Cimino, è uscita il 22 gennaio 2002 su Topolino n° 2408.